# La Lignée de sainte Anne
La Lignée de Saint Anne est un tableau attribué à Gérard David, réalisé vers 1500, une peinture sur bois conservée au musée des Beaux-Arts de Lyon par lequel il a été acquis en 1896.

## Description
Le tableau dépeint la descendance de sainte Anne, la mère de la Vierge Marie dans la tradition chrétienne, sous la forme d'un arbre de Jessé, avec un fond or. De rouge vêtue, Anne est assise sur un trône, un livre ouvert sur les genoux ; drapée d'une étoffe bleue, la Vierge est assise à ses pieds, avec l'enfant Jésus dans ses bras qui tient un chapelet de sa main gauche. Quatre personnages aux côtés d'Anne, deux par deux, ferment la composition à gauche et à droite, les deux qui sont en prière représentant les donateurs.

## Composition
Ce tableau s'inspire d'une gravure flamande du  XVe siècle et contient des éléments évoquant la Renaissance.